# Personaggi di Street Fighter
I personaggi di Street Fighter sono una serie di personaggi apparsi nella famosa serie di videogiochi Street Fighter, appartenenti al genere picchiaduro, dalla quale sono stati tratti anche film ed anime.
Di seguito si trova una lista dei personaggi che sono apparsi nelle differenti versioni del gioco.

## Personaggi

### Abel
Abel è un lottatore francese che non si ricorda nulla del suo passato. Si ispira alle tecniche di combattimento della lotta greco-romana, e il suo obiettivo è sconfiggere i membri della Shadaloo. Appare per la prima volta in Street Fighter IV.

### Abigail
Abigail è un personaggio apparso in Final Fight come boss e introdotto in Street Fighter V come DLC. Di origine canadese, è un membro della Mad Gear Gang che usa la forza bruta e le sue enormi dimensioni (infatti è attualmente il personaggio più alto della serie superando Hugo di 4 centimetri) per combattere. Possiede un'officina meccanica in cui conserva le sue numerosissime auto e spesso mima i suoni di queste ultime.

### Ace
Ace (エース?, Ēsu) è un personaggio di Street Fighter EX 3.
La sua particolarità è che non possiede mosse proprie essendo un personaggio da costruire. In pratica, giocando la modalità Expert del Training mode, si possono sbloccare le tecniche da attribuire a questo personaggio, tecniche degli altri personaggi del gioco o di personaggi di altre saghe. Si possono combinare in Ace diverse Mosse Speciali, Super e Meteor Combo, ma non usarle tutte indistintamente.

### Adon
Adon è presente nel primo Street Fighter, per poi ricomparire nei tre i capitoli della serie Alpha e in Super Street Fighter IV. Viene descritto come uno psicopatico lottatore di Muay Thai ed abile nel Wai Khru, ha i capelli rossi ed è alto oltre 180 cm. Addestrato da Sagat, Adon non fu scelto dal gigante thailandese come suo successore proprio a causa del suo carattere malvagio. Per questo motivo decide di combattere contro chiunque per dimostrare a Sagat di essere degno della sua successione.
Compare sempre come primo avversario da battere nella modalità "Battaglia Drammatica" della serie Alpha.

### A.K.I.
A.K.I. è un personaggio cinese che appare per la prima volta in Street Fighter 6 come DLC della Season 1.

### Akira
Akira Kazama (風間 アキラ?, Kazama Akira) è un personaggio originario della serie 'Rival Schools e apparso per la prima volta in Rival Schools: United by Fate. In seguito ha fatto il suo debutto nei giochi di Street Fighter a partire dalla quinta stagione di combattenti DLC in Street Fighter V.

### Akuma
Akuma (Gouki in giapponese) è il fratello del maestro di Ryu e Ken, Gouken. Ha abbracciato il "Satsui-no-hado", uno stile evoluto dell'Ansatsuken ma proibito in quanto malefico, e lato oscuro dell'energia dell'Hadoken e dello Shoryuken, capace di dare una forza immensa, ma anche di cancellare qualsiasi sentimento umano.
Non ha amori, né amicizie, né interessi di alcun tipo. Vive solo per combattere e per distruggere. Akuma ha appreso tecniche ben più potenti di Gouken: Messatsu Gou-Hado (variante dello Shinku Hadoken), Messatsu Gou-Shoryu (variante dello Shoryureppa), Tasu-Zanku-Kyaku (variante del Tatsu-Maki-Senpu-Kyaku), Ashulo Senkuu (una forma di teletrasporto), Misogi (un pugno d'energia dall'alto), Tenma Gou Zanku (variante evoluta dello Zanku Hadoken), Kongouko-Kuretsuzan (colpisce il terreno con un pugno e l'energia sale come un geiser) e Shun Goku Satsu (la tecnica definitiva).
Nel finale di Street Fighter III: 3rd Strike acquisisce una nuova tecnica: il Tenshou Kaireki Jin.

### Alex
Alex è il protagonista di Street Fighter III ed è un wrestler statunitense che vuole vendicare l'amico Tom, ferito gravemente da Gill.

### Allen
Allen Snider (アレン・スナイダー?, Aren Sunaidā) è un personaggio del videogioco Fighting Layer della Arika, che appare solamente in Street Fighter EX Plus α. Indossa un keikogi viola, ha i capelli arancioni e basette pronunciate.

### Area
Area (エリア?, Eria) compare per la prima volta in Street Fighter EX 2.
Una ragazza bionda dallo spiccato quoziente intellettivo e dall'aspetto un po' nerd, partecipa al torneo dei Street Fighter per testare le ultime invenzioni di suo padre, uno scienziato. Combatte con indosso dei rollerblade a razzo e un braccio meccanico gigante in grado di lanciare violente scariche elettriche.

### Arkane
Arkane (アーケイン?, Ākein) è un personaggio apparso per la prima volta nel gioco Street Fighter: The Movie. È un soldato d'élite di Shadaloo specializzato nell'uso dell'elettricità.

### Balrog
Balrog (Mike Bison in Giappone) è un violento e brutale pugile di colore, che venne scaricato dalla federazione della boxe dopo aver accidentalmente ucciso un avversario sul ring; a quel punto accetta l'offerta della Shadaloo di diventare uno dei capi supremi dell'organizzazione di Bison.
Il nome originale Mike Bison è una chiara parodia di Mike Tyson, pugile al quale Balrog è ispirato anche per l'estetica; il nome è stato cambiato nella versione occidentale per evitare il possibile sfruttamento d'immagine di Tyson stesso.
A differenza dei videogiochi e della reale storyline definita dalla Capcom, nel film Street Fighter - Sfida finale Balrog è un nemico della Shadaloo ed un alleato delle Nazioni Unite.

### Birdie
Apparso nel primo torneo Street Fighter come un punk caucasico, Birdie (che è anche il nome di uno dei punteggi del golf, così come Eagle) è in realtà un britannico di colore con un passato da criminale, esperto nel combattimento da strada; la pelle chiara che lo caratterizzava nel primo torneo era dovuta a una malattia che lo limitò anche nelle doti di combattente.
Dopo il torneo cerca in tutti i modi di diventare un membro della Shadaloo.

### Bison
M. Bison (Vega in Giappone) è il cattivo principale della serie. A capo di una potente organizzazione criminale, la Shadaloo, è dotato di pericolosi poteri psichici e di una tecnica di combattimento potentissima. Le sue tecniche più potenti sono: Psycho Crusher (ruota su se stesso creando un turbine di energia infuocata), Psycho Shot (un pugno d'energia), Knee Press (dieci calci in volto ripetuti).
In Street Fighter Alpha/Zero Bison, oltre allo Psycho Crusher, ha una tecnica di gran lunga più devastante: l'Atomic Punch (un pugno d'energia potentissimo).

### Blade
Personaggio creato per il film Street Fighter - Sfida finale, è un cyborg-soldato al servizio di Bison. La sua missione è quella di eliminare Guile. È molto abile nell'uso di coltello e taser.

### Blair
Blair Dame (ブレア・デイム?, Burea Deimu) è un personaggio del videogioco Fighting Layer della Arika, che compare per la prima volta in Street Fighter EX.
Figlia di una facoltosa famiglia in Europa, Blair Dame fu dotata di una rigida istruzione fin da quando era ancora una bambina. A Blair fu inoltre impartito anche un rigoroso addestramento alle arti marziali, nell'eventuale necessità che un giorno avesse dovuto proteggere se stessa e i suoi cari.
Un giorno Blair fu invitata da un'amica ad accompagnarla in un importante viaggio in giro per il mondo. Sua madre acconsentì a condizione che fosse accompagnata da una guardia del corpo: venne così assunto Cracker Jack.
In Street Fighter EX 2 scopre di avere una sorella di nome Sharon, anch'ella partecipante al torneo.

### Blanka
Cresciuto da solo tra gli animali selvatici nella giungla, ha un aspetto bizzarro; la pelle è di colore verdastra per il prolungato contatto con la clorofilla delle piante e i capelli e peli del corpo di colore arancione acceso. Blanka non solo è un buon lottatore ma ha anche dei poteri elettrici. Difesosi strenuamente dalle battute di caccia organizzate dalla Shadaloo, Blanka riesce a ritrovare la madre persa nell'incidente aereo che lo fece atterrare in Brasile, incidente causato dalla Shadaloo. Il vero nome di Blanka è Jimmy.
Nel film Street Fighter - Sfida finale, Blanka è l'amico di Guile, Charlie, trasformato in mostro per colpa di esperimenti fatti dagli scienziati di Bison, una versione che tuttavia non è ufficializzata dalla Capcom.
Il suo nome originale doveva essere Hamablanca, una versione contratta di "hombre blanco" (uomo bianco in spagnolo), nonostante il fatto che la lingua ufficiale del Brasile sia il portoghese.

### Cammy
A seconda delle varie incarnazioni, una Marine degli Stati Uniti o uno spietato killer.
Inizialmente una delle Dolls, le ragazze del corpo privato di guardie di Bison, Cammy si libera dai poteri dello Psycho Drive della Shadaloo e diviene un membro dei Delta Red, un corpo speciale dell'esercito britannico; la ragazza però non ricorda più nulla del suo passato e cerca Bison perché possa rivelarglielo.
In Street Fighter - Sfida finale è interpretata da Kylie Minogue.
Bison ha ribattezzato Cammy, quando era sua schiava, col nome in codice Killer Bee (ape assassina).

### Charlie Nash
Charlie Nash è un soldato statunitense, grande amico di Guile, il quale è stato il suo maestro di combattimento nell'esercito. Appare per la prima volta in Street Fighter Alpha: Warriors' Dreams con una folta chioma bionda con un lungo ciuffo, con gli occhiali da vista e con un giubbotto a mezze maniche arancione. Muore per mano di Bison nel tentativo di combattere la Shadaloo, prima dell'inizio del secondo torneo Street Fighter II, quando Guile era ancora un soldato semplice. Dopo diversi anni di assenza Charlie ritorna in Street Fighter V, dove viene temporaneamente resuscitato. Qui assume un aspetto molto simile al Mostro di Frankenstein, ma continua ad avere gli stessi indumenti che aveva da vivo.
Charlie è il nome imposto al personaggio dalla trasposizione in inglese del gioco in cui appare, mentre il nome giapponese è Nash. Nel gioco Marvel vs Capcom: Clash of Super Heroes si può giocare con un personaggio chiamato Shadow: altri non è che Charlie/Nash dominato dall'energia psichica di Bison/Vega ed usa tecniche lievemente diverse dal Charlie di base.
Al di fuori dei videogiochi, l'amico di Guile è apparso diversamente. Nella serie animata Street Fighter II V non sembra essere un lottatore e finisce ucciso tentando di ostacolare la Shadaloo; nel film Street Fighter - Sfida finale è stato unito con il personaggio di Blanka: in tale film il suo nome è Carlos Blanka e viene sottoposto ad un esperimento per ottenere un combattente potenziato, uscendone con la pelle verde.

### Chun-Li
Una tenace poliziotta cinese. Nel film Street Fighter - Sfida finale è una giornalista televisiva mentre nella serie animata Street Fighter II V è una studentessa liceale e guida turistica. È un personaggio agile e le sue mosse caratteristiche includono un calcio rotante a testa in giù ed una serie di calci in rapida successione. È alla continua ricerca di informazioni che la possano portare nella tana della Shadaloo capeggiata da Bison, allo scopo di vendicare suo padre, ucciso proprio per mano del capo dell'organizzazione criminale.

### Cody
Personaggio statunitense di Street Fighter Alpha 3 che sarebbe nato il 18 aprile 1967.
È l'eroe di Metro City che assieme a Guy e Haggar liberò la città dalla Mad Gear, un'organizzazione criminale. In seguito viene incarcerato e lotterà con la divisa della prigione e le manette, diventando esperto di varie arti marziali; è finito in galera incastrato da Poison.
In Street Fighter V diventa il sindaco di Metro City.
Il suo nome completo è Cody Travers, e ha un fratello di nome Kyle, protagonista nel videogioco Final Fight: Streetwise su PlayStation 2.

### C. Jack
Cracker Jack (クラッカー・ジャック?, Kurakkā Jakku) è un personaggio che compare per la prima volta in Street Fighter EX.
C. Jack un tempo era un buttafuori di Las Vegas noto per i suoi pugni incredibilmente potenti. Si guadagnò il soprannome di "Cracker" a causa del suo frequente uso della sua inseparabile mazza da baseball. Un'organizzazione criminale decide, per motivi a lui ignoti, di eliminarlo, ma Jack decide di sfuggire da loro agendo in incognito come guardia del corpo di Blair Dame, figlia di una ricca casata europea, accompagnandola nel suo importante viaggio per il mondo. Quando il suo viaggio intorno al globo si concluse, Jack sparì per un po' di tempo, salvo poi ritornare quando un misterioso combattente di nome King Bharat rapì sua sorella minore. Una volta sconfitto Bharat e tratta in salvo la sorella, scoprì di essere nuovamente ricercato dalla misteriosa organizzazione. Così fu costretto a rifugiarsi per un certo periodo al palazzo di Blair, per nascondersi dai suoi aguzzini.

### C. Viper
Crimson Viper è un agente segreto che combatte con una serie di armi hi-tech incorporate nel suo vestito. Grandissima e spietata professionista nel lavoro, è una madre affettuosa nel tempo libero. Appare per la prima volta in Street Fighter IV ed è di nazionalità statunitense. In Street Fighter - La leggenda viene interpretata dall'attrice Moon Bloodgood.

### Dan
Dan Hibiki viene da Hong Kong ed è il figlio di Go Hibiki, un rivale di Sagat che in uno scontro con il thailandese riuscì a cavargli un occhio perdendo però la vita; a quel punto Dan si è allenato duramente nel karate per arrivare a sfidare e sconfiggere Sagat. Appare la prima volta in Street Fighter Alpha: Warriors' Dreams.
Dan è una parodia di Ryo Sakazaki e Robert Garcia, i protagonisti del videogioco Art of fighting della rivale SNK Playmore.

### Darun Mister
Darun Mister (ダラン・マイスター?, Daran Maisutā) è un noto campione di wrestling dell'India, suo paese natale. Annoiato da continui avversari non all'altezza, si mette alla ricerca del leggendario Zangief per dimostrargli di essere il numero uno nella sua disciplina. Dopo varie ricerche riesce a trovarlo, i due si sfidano e Zangief lo sconfigge facilmente. Finito il loro combattimento Darun giura di allenarsi di più per cercare di sconfiggerlo. È anche la guardia del corpo della principessa Pullum Purna.

### Decapre
Decapre (ディカープリ?, Dikāpuri) è un personaggio apparso per la prima volta in Street Fighter Alpha 3 come parte dell'introduzione alla battaglia contro i boss Juli e Juni prima di fare il suo debutto giocabile in Ultra Street Fighter IV. È un membro delle guardie d'élite di M. Bison, le Dolls e un prodotto imperfetto degli esperimenti di clonazione di Shadaloo che hanno poi creato Cammy. Ha una forte somiglianza con quest'ultima e indossa una maschera metallica per nascondere una grande cicatrice che copre la maggior parte del suo viso. Il suo nome deriva dalla parola russa usata per il mese di dicembre, Dekabr'.
È doppiato in lingua originale da Miyuki Sawashiro e da Caitlin Glass in lingua inglese.

### Dee Jay
Kickboxer giamaicano amante del ritmo, il suo vero obiettivo è quello di diventare una star della musica.

### Dhalsim
Un asceta che si dedica allo yoga ed esperto dell'arte marziale indiana yoga zair. È in grado di sputare fuoco e di allungare gambe e braccia.

### D. Dark
Doctrine Dark (ドクトリン・ダーク?) è un personaggio della serie Street Fighter EX, col viso coperto da una maschera antigas che combatte spietatamente facendo uso di lame, cavi ed esplosivi. Si pensa che sia alla ricerca di Guile per vendetta.

### Dudley
Un pugile britannico dal look curato e dandy apparso la prima volta in Street Fighter III. Combatte per riavere la sua Jaguar d'epoca, rubatagli dalla setta di Gill. È esteticamente ispirato ai pugili Jack Johnson e John L. Sullivan.

### Eagle
Maggiordomo britannico abile nell'escrima con i bastoni, Eagle (come Birdie) prende il nome da un punteggio del golf. Viene mandato dalla nobile famiglia per la quale lavora a combattere nel primo torneo Street Fighter allo scopo di sfidare il campione Sagat.
Riappare nella versione per PSP di Street Fighter Alpha 3 e in Capcom vs. SNK 2.
Esteticamente è un omaggio al cantante Freddie Mercury e al personaggio Petrov del film Dalla Cina con furore.

### Ed
Ed (エド?, Edo), originariamente conosciuto come Bandaged Boy, è un personaggio apparso per la prima volta in Street Fighter IV come personaggio non giocabile prima di fare il suo debutto giocabile nella seconda stagione di combattenti in Street Fighter V. È il protetto di Balrog e brandisce lo psycho power; è stato catturato dalla Shadaloo per fungere da potenziale corpo sostitutivo di M. Bison.

### Elena
Elena è una principessa del Kenya che desidera girare il mondo combattendo e conoscendo persone di ogni cultura. In un viaggio in Giappone conosce Narumi, la sua migliore amica.
È stata il primo lottatore ad utilizzare solamente i calci, nella Capoeira, e l'unico che possiede una mossa speciale (Healing) in grado di recuperare energia persa.
Appare la prima volta in Street Fighter III.

### El Fuerte
El Fuerte si reputa il miglior luchador messicano mentre invece è un cuoco che approfitta del torneo per scoprire quello che mangiano i lottatori. Sembrerebbe ispirato al wrestler Rey Misterio sia per l'estetica che per le mosse ed è apparso la prima volta in Street Fighter IV.

### F7
F7 è un personaggio apparso per la prima volta nel gioco Street Fighter: The Movie. È un soldato d'élite di Shadaloo specializzato in molte forme di combattimento.

### F.A.N.G
F.A.N.G (ファン?, Fan), talvolta conosciuto come Great F.A.N.G in Giappone, è un personaggio apparso per la prima volta in Street Fighter V. È il secondo in comando della Shadaloo, subito dopo M. Bison.

### Falke
Falke (ファルケ?, Faruke) è un personaggio apparso per la prima volta nella storia del personaggio di Ed in Street Fighter V prima di diventare giocabile nella terza stagione DLC del gioco. È un membro della Neo Shadaloo.

### Fei Long
Un chiaro omaggio a Bruce Lee, Fei Long è un attore di arti marziali del cinema di Hong Kong che cerca di mettersi in luce con il torneo di Street Fighter, attirando a sé anche l'interesse della Shadaloo.
Combatte anche in onore del "maestro" e per onorare la sua tecnica.

### G
G (ジー?, Jī) è un personaggio apparso per la prima volta come quinto personaggio nella terza stagione DLC di Street Fighter V.

### Garuda
Garuda (ガルダ?, Garuda) compare per la prima volta in Street Fighter EX. È un demone con indosso un'antica armatura che richiama gli antichi samurai, dalla quale può far fuoriuscire varie lame da ogni parte del corpo. Questo misterioso guerriero è stato creato dalle anime dei morti, vittime del Satsui No Hado. Garuda è uno dei pochi personaggi della serie a possedere attacchi che facciano sanguinare violentemente l'avversario: questa caratteristica è stata in parte eliminata nelle versioni non giapponesi del videogioco

### Geki
Un ninja giapponese che partecipa alla prima edizione del torneo Street Fighter. Non si risparmia per quanto riguarda armi e trucchi di vario genere, quali shuriken, teletrasporto ed un artiglio su una delle mani.
Sia Vega che Ibuki sembrerebbero parzialmente ispirati a Geki.

### Gen
Gen era un assassino cinese, abile in svariate tecniche di Ansatsuken e Kung Fu quali l`orso, la tigre, la mantide e la gru. Appare la prima volta in Street Fighter. In Street Fighter Alpha 2 è il primo lottatore nella serie con il doppio stile di combattimento selezionabile in gioco, Mantide e Gru.
Amico del padre di Chun-Li, dopo il primo torneo si prende cura di lei e, successivamente, anche dei fratelli Yun e Yang Lee. Malato di leucemia dopo la prima edizione del torneo di Street Fighter, decide di sfidare Akuma prima di morire.

### Gill
Gill è il capo della setta degli Illuminati, che da millenni manipola la politica mondiale allo scopo di salvaguardare la specie umana, e che attendeva con ansia l'avvento del messia, incarnatosi proprio in Gill. Con lui è proseguito il progetto G per la creazione di super-soldati modificati geneticamente. Lo scopo di Gill è quello di isolare nella Terra Promessa i migliori lottatori, salvandoli dall'imminente distruzione del pianeta Terra.
Esteticamente ricorda le raffigurazioni degli dèi pagani greci, e nel volto ha delle somiglianze con le classiche raffigurazioni di Gesù di Nazareth; ha il corpo metà blu e metà rosso, a rappresentare i due elementi che controlla (acqua e fuoco); nelle sue gesta ci sono molti riferimenti ad eventi e personaggi della Bibbia.
Appare la prima volta in Street Fighter III.

### Gouken
Gouken è un sensei della tecnica Ansatsuken, nonché fratello di Akuma e maestro di Ryu e Ken.

### Goutetsu
Il giapponese Goutetsu era il maestro di Gouken, Akuma e Kizer. Viene ucciso in combattimento da Akuma. Appare in Street Fighter Alpha.

### Guile
Guile è un Marine degli Stati Uniti in cerca di vendetta per la morte del suo amico Charlie. Ha un caratteristico calcio rovesciato, il Somersault Kick, e un'onda di energia fatta a boomerang che emette dalle mani, il Sonic Boom. È il personaggio principale del film Street Fighter - Sfida finale, dov'è interpretato da Jean-Claude Van Damme.

### Guy
Guy appare per la prima volta in Final Fight.
È l'eroe statunitense di Metro City che assieme a Cody e Haggar ha liberato la città ed è nato il 12 agosto 1965. È un esperto dell'arte ninjitsu Bushin Ryū.
Il suo maestro, il ninja Zeku, vide in lui uno spiccato talento per le arti marziali e lo prese come discepolo per insegnargli il suo stile Bushin e designandolo come suo successore.

### Hakan
Hakan è un lottatore turco praticante del wrestling d'olio, disciplina tipica della sua nazione dove gli sfidanti combattono rivestiti solamente da un paio di pantaloni neri e ricoperti interamente di olio.
A capo di una delle più grandi aziende produttrice di olio al mondo, partecipa al torneo di Street Fighter alla ricerca della miglior qualità d'olio possibile, oltre che per dimostrare al mondo intero l'efficacia del suo stile di combattimento. Lui e Honda, oltre che amici di vecchia data, sono anche grandi rivali.
È doppiato da Shintaro Ohata in giapponese e da Lance J. Holt in lingua inglese.

### Hayate
Hayate (ハヤテ?, Hayate) è un nobile samurai che tenta di seguire le orme del suo leggendario padre scomparso. È apparso per la prima volta in Street Fighter EX 2.

### Hokuto
Hokuto (ほくと?, Hokuto) è una donna che compare nella serie di Street Fighter EX. È sorella di Kairi e Nanase, e come il fratello, anche lei cade vittima dell'oscuro potere del Satsui-No-Hado, potendo diventare Evil Hokuto ("Hokuto malvagia"). Nel videogioco Fighting EX Layer, userà il suo vero per combattere, ovvero Shirase.

### Honda
Un lottatore di sumo giapponese con la passione per la buona cucina. Ha un caratteristico attacco che ricorda quello dei rapidi calci di Chun Li, ma con le mani.

### Hugo
Personaggio di Final Fight, dove era tra i comuni nemici del gioco, è di origini tedesche. In Final Fight non appariva col nome di Hugo, ma col nome di Andore.
In Street Fighter 3 - 2nd Impact è un wrestler professionista, il cui manager è Poison (altro nemico comune in Final Fight), che cerca un compagno per il Tag Team. È un rivale di Alex. È chiaramente ispirato ad André the Giant.
Nel suo finale in SF 3-3rd Strike, Hugo fonda la sua personale lega di Wrestling, di cui fanno parte tutti i personaggi del gioco da lui sconfitti, e costretti a portare magliette e pantaloni uguali alle sue.

### Ibuki
Cresciuta in un villaggio giapponese di soli ninja, Ibuki viene mandata dal proprio clan per indagare su Gill e la sua organizzazione e per rubargli i documenti relativi al progetto G-File. Successivamente dovrà sfidare Oro per passare il proprio test di ninja.
Appare la prima volta in Street Fighter III.

### Ingrid
Ingrid è un'esper la cui prima apparizione in un videogioco avvenne in Capcom Fighting All-Stars, gioco mai pubblicato.
Ha poteri psichici come quelli di Bison ma è sua rivale.
In uno dei suoi 200 frame si nota la caricatura del lottatore Hard Gay.
È stato confermato il suo ritorno in Street Fighter 6.

### Jamie
Jamie Siu è un combattente originario di Hong Kong introdotto in Street Fighter 6. stima i fratelli Yun e Yang, aspira a diventare un vigilante come loro per proteggere la città di Metro City. Combatte con uno stile che combina la breakdance con lo stile dell'ubriaco, avvalendosi anche di un infuso speciale per diventare più pericoloso e imprevedibile.

### Joe
Biondo kickboxer statunitense che prende parte al primo torneo Street Fighter: è lui il lottatore che abbatte il muro di mattoni nella presentazione del gioco. In seguito la Capcom non lo proporrà più, preferendo nuovi kickboxer come Dee Jay.

### JP
JP (vero nome Johann Petrovic) è un personaggio russo che appare per la prima volta in Street Fighter 6. È il presidente di una importante organizzazione non governativa ed è la mente responsabile della prosperità della nazione di Nayshall. Nonostante possa apparire calmo e gentile, nasconde un'indole sadica e violenta oltre che essere un possessore dello Psycho Power. Combatte sempre con il suo bastone usando lo stile dello bartitsu. Possiede un gatto di nome Cybele, che adora.

### Juni e Juli
Juni e Juli (rispettivamente Giugno e Luglio in lingua tedesca) sono due membri de le bambole, ovvero le guardie del corpo donne di Bison, il quale ha praticato loro un lavaggio del cervello quando queste erano adolescenti. Entrambe sono due letali assassine non consapevoli delle loro azioni, perché controllate dalla Psyco Power di Bison.  Nei videogiochi combattono assieme contro il giocatore e sono apparse la prima volta in Street Fighter Alpha 3.

### Juri
Un'agile combattente di origine coreana praticante del taekwondo apparsa la prima volta in Super Street Fighter IV. Detesta Bison e per vendicarsi si allea con Seth, il quale le rimpiazza l'occhio leso con uno bionico, che oltre a comprendere un mini computer per analizzare l'avversario, canalizza l'energia del BLEQE, rendendola una avversaria temibile. Ha un carattere sadico e violento.

### Karin
Ragazza giapponese snob abile nelle arti marziali, in particolare nel Kanzuki-ryū kakutōjutsu, è l'acerrima rivale di Sakura. Se Sakura può essere considerata il Ryu al femminile, Karin ricorda abbastanza Ken. Appare la prima volta in Street Fighter Alpha 3.

### Kage
Kage (影?, Kage), noto anche come Kagenaru Mono (影ナル者?, Kagenaru Mono), è un personaggio introdotto nella quarta stagione di Street Fighter V: Arcade Edition. Con l'avvento di Ryu che superava le tentazioni del Satsui no Hado che dimorava in lui, si presumeva che il personaggio di Evil Ryu fosse stato sconfitto. Eppure, sorprendentemente, il Satsui no Hado sviluppò un comportamento senziente e si manifestò come una sua entità fisica completamente separata, chiamandosi "Kagenaru Mono". Kage vive per mostrare e dimostrare a Ryu che non è niente senza di lui e cerca di sfidare Akuma e Sagat, due dei rivali più famosi di Ryu.

### Kairi
Kairi (カイリ?) è uno studente giapponese del leggendario stile Mizugami insieme alle sorelle Hokuto e Nanase, ma è anche un esperto dello stile Muay Thai. Perde la memoria e un occhio, dopo uno scontro sanguinario con Akuma. Come quest'ultimo, anch'egli possiede una versione malvagia di sé stesso conosciuta come Dark Kairi (Street Fighter EX 2), ossia la versione "positiva" del potere di Akuma; il Satsui no Hado. Anni dopo la sua perdita di memoria, entrò in un torneo di Street Fighter, dove raggiunse la finale. Era contro un combattente chiamato Hayate, che è stato l'amante di Hokuto. Kairi vinse sul guerriero, ma non aveva memoria di chi fosse. Nonostante questo, Kairi e Akuma hanno la loro rivincita finale e nella battaglia, Kairi con il Shun Goku Satsu uccide Akuma, evento che porta alla creazione di Garuda. Kairi diventa così "Evil Kairi", con i suoi capelli che da neri diventano bianchi. In EX2 Kairi rinsavisce grazie alla bontà di sua sorella Nanase; è Hokuto ad abbracciare il lato oscuro, così Kairi tentò di riportare la sorella alla luce. Sebbene molto più forte, esperto e potente di Hokuto, Kairi cerca di evitare la lotta. Essi sono stati entrambi dichiarati vivi al momento di EX3.

### Ken
Eterno amico e rivale di Ryu, ha uno stile di combattimento simile al suo, ma più focalizzato sulla tecnica Shoryuken, un uppercut con salto. Era uno dei due soli personaggi utilizzabili nel primo Street Fighter, oltre a Ryu.

### Kimberly
Kimberly Jackson è una giovane ninja studentessa di Guy introdotta in Street Fighter 6. Una ragazza genio con la passione per la street art e la cultura pop degli anni '80, viene presa sotto l'ala di Guy per diventare la nuova succeditrice dello stile Bushinryu, con cui combatte nelle lotte ma servendosi con una variazione rivista nella sua maniera usando le bombolette spray.

### Khyber
Khyber (カイバー?, Kaibā) è un personaggio apparso per la prima volta nel gioco Street Fighter: The Movie. È un soldato d'élite di Shadaloo specializzato nell'uso di articoli pirotecnici.

### Kizer
Ex-discepolo della scuola Yuen, presso la quale apprese l'arte marziale Ansatsuken. È stato un compagno di allenamento di Akuma e Gouken, nonché allievo di Goutetsu. Il suo carattere ambizioso ed insoddisfatto lo spinse a cercare sempre più potere, fino a che decise di rivolgersi ad un maestro di arti marziali oscure, il quale gli indicò il sentiero dell'uccisione indiscriminata come percorso per potenziarsi. In questo cammino coinvolse anche Akuma, con il quale condivise l'energia negativa che andava via via accumulando, assieme al quale sviluppò la cosiddetta "Dottrina Nera", una combinazione letale e negativa di Hadoken e Shoryuken, che ha il suo fondamento nella teoria degli opposti.Scoperto da Goutetsu, Kizer fu allontanato dalla scuola, per aver abbandonato volontariamente i precetti positivi della Yuen. Questo personaggio è giapponese e appare nel manhua Street Fighter Alpha 3 (Hing e Sum).

### Kolin
Kolin (コーリン?, Kōrin), conosciuta anche con l'alias Helen (ヘレン?, Heren), è un personaggio apparso per la prima volta in Street Fighter III: New Generation come personaggio non giocabile prima di fare il suo debutto giocabile nella seconda stagione di Street Fighter V. Inizialmente assume l'atteggiamento di una persona benevola e si comporta come se si prendesse cura degli altri, quando in realtà è un'agente connivente e devota della società segreta, che serve principalmente come assistente personale di Gill.

### Laura
Laura Matsuda (ララ・マツダ/松田?, Rara Matsuda) è un personaggio apparso per la prima volta in Street Fighter V. È una donna brasiliana iperattiva e dallo spirito libero, sorella maggiore di Sean.

### Lee
Un esperto cinese di Kung Fu che partecipa alla prima edizione del torneo Street Fighter.
Non apparirà più in nessun seguito della serie di Street Fighter, ma sembra che Yun e Yang Lee di Street Fighter III siano suoi nipoti.

### Lily
Lily è un personaggio messicano che appare per la prima volta in Street Fighter 6. Appartiene alla tribù dei Thunderfoot come T.Hawk, di cui ha adottato alcune sue mosse, che combatte servendosi di due bastoni di guerra nativi-americani detti "pogamoggans" e dell'elemento dell'aria. Nonostante il suo tremendo potenziale in lotta, appare come una ragazzina alquanto impacciata.

### Lucia
Lucia Morgan (ルシア・モーガン?, Rushia Mōgan) è un personaggio della serie di picchiaduro Final Fight. È apparsa per la prima volta in Final Fight 3 e come uno dei quattro personaggi principali giocabili. In seguito ha fatto il suo debutto nella serie Street Fighter come personaggio giocabile in Street Fighter V: Arcade Edition.

### Luke
Luke Sullivan è un combattente americano introdotto come ultimo personaggio in Street Fighter V. In passato faceva parte delle forze speciali per combattere il terrorismo ma rinuncia alla carriera militare dopo aver trovato la propria vocazione nel combattimento dopo uno scontro contro Guile e si dà alle arti marziali miste. Ritorna in Street Fighter 6 come personaggio principale, dove troverà lavoro presso un'agenzia di sicurezza privata e farà da mentore per il giocatore e l'amico/rivale Bosch.

### Maki
Personaggio giapponese di Street Fighter Alpha 3 MAX, assieme ad Haggar e Carlos ha sbaragliato la seconda formazione della gang Mad Gear.
È alla ricerca di Guy per sfidarlo e confermare di essere la più forte della scuola di Ninjitsu Bushinryu Ninpo.
A differenza di Guy, che combatte a mani nude, Maki combatte con un paio di tonfa.

### Makoto
Giovane ragazza giapponese che utilizza uno stile tradizionale di karate. Dopo la morte del padre il suo dojo era in decadenza, sicché scelse di percorrere la via del combattimento da strada con l'obiettivo di affrontare Ryu. Appare la prima volta in Street Fighter III 3rd Strike - Fight for the Future.

### Manon
Manon è un personaggio francese che appare per la prima volta in Street Fighter 6. Cintura nera e campionessa mondiale di judo dai gusti molto raffinati e sofisticati, nella sua costante ricerca della bellezza, che aspira a diventare la modella più forte del mondo. Combatte utilizzando uno stile particolare di judo che combina la sua altra passione: il balletto.

### Marisa
Marisa è una virago italiana che appare per la prima volta in Street Fighter 6. Orefice di professione, è una formidabile lottatrice del Colosseo che sfoggia un'estetica che rende omaggio agli antichi lottatori greci. Infatti combatte usando l'arte del pancrazio e servendosi della sua imponente stazza per infliggere colpi potentissimi.

### Rainbow Mika
Rainbow Mika, il cui vero nome è Mika Nanakawa, è una wrestler giapponese che gira il mondo alla ricerca di lottatori da sconfiggere per poter diventare la star del ring. È una fan di Zangief e appare per la prima volta in Street Fighter Alpha 3, per poi ritornare in Street Fighter V.

### Mike
Pugile statunitense che prende parte al primo torneo Street Fighter. È chiaramente ispirato ad un giovane Mike Tyson.
Dal nome e dall'estetica sembra che Mike sia un prototipo di Balrog (Mike Bison nella versione originale), ma la Capcom ha smentito tale possibilità, probabilmente per via della controversia che portò a cambiare il nome di Mike Bison in Balrog nella versione internazionale di Street Fighter II perché troppo simile a Mike Tyson.

### Menat
Menat (メナト?, Menato) è un personaggio apparso per la prima volta nella seconda stagione DLC di Street Fighter V. È una giovane chiromante egiziana che risiede al palazzo del mistero in Italia nonché l'apprendista che brandisce il potere dell'anima di Rose.

### Nanase
Nanase (七瀬?, Nanase) è una giovane ragazza nonché l'attuale succeditrice del clan Mizugami e sorella minore di Kairi e Hokuto. Nanase appare nel gioco Fighting EX Layer, un successore spirituale della serie Street Fighter EX, con il nome di Sanane (紗波音?, Sanane).

### Necro
Ragazzo russo che venne rapito dalla setta degli Illuminati e sottoposto agli esperimenti del Progetto G; riesce a fuggire dalla setta e a ritrovare l'amica Effie. Appare la prima volta in Street Fighter III. Come Dhalsim di Street Fighter II riesce ad allungare i propri arti e come Blanka ha tecniche che generano elettricità.

### Necalli
Necalli (ネカリ?, Nekari) è un personaggio apparso per la prima volta in Street Fighter V. È un antico e misterioso guerriero azteco alla ricerca di anime di potenti combattenti da divorare, e in alcuni casi, desidera i combattenti stessi insieme alle loro anime.

### Oni
Oni (Kurioukishi in Giappone) è la versione ancora più malvagia di Akuma. Ha un corpo completamente blu,dei capelli azzurri fosforescenti e dei pantaloni mezzi strappati e una cintura da karateka marrone scuro. Ha fatto la sua prima apparizione in Super Street Fighter IV: Arcade Edition.

### Oro
Oro è un antico eremita giapponese, si stima che abbia oltre 140 anni. Capcom lo descrisse come un nikkei, cioè un giapponese emigrato in Brasile nei primi del '900: ha vissuto in una caverna solo con la compagnia della sua tartaruga di nome Yamasen e di un cane, dove si allenò per circa 12 anni per acquisire la maestria nel Senjutsu, conosciuta anche come Senin in brasiliano. Esteticamente sembra ispirato alla leggenda del jiu jitsu brasiliano Hélio Gracie.
Fa il suo debutto in Street Fighter III: New Generation, dove combatte con un braccio fasciato/nascosto per limitare la sua forza.
Fa il suo ritorno in Street Fighter V, dove combatte con la sua tartaruga in mano, alcune volte a causa delle sue azioni se la ritrova in testa.
L'ordine narrativo è inverso, quindi lui prima ha imparato a combattere con Yamasen in mano, poi in futuro si fascerà il braccio. Tra gli oggetti che appaiono durante il Tengu Stone c'è un peluche di Blanka, probabile souvenir dal Brasile.

### Poison
Poison (ポイズン?, Poizun) è un personaggio che ha debuttato come nemica comune nel picchiaduro Final Fight. In seguito si unì al cast della serie Street Fighter come personaggio non giocabile a partire da Street Fighter III: 2nd Impact, diventando infine giocabile nel crossover Street Fighter X Tekken e nel capitolo regolare Ultra Street Fighter IV. È anche giocabile in Street Fighter V. È amica e manager di Hugo, ed ex membro della Mad Gear Gang.

### Pullum
Pullum Purna (プルム・プルナ?, Purumu Puruna) è la figlia di un ricco signore arabo. Combatte contro la Shadaloo per vendicare il nonno, trovato in uno stato ipnotico e non più risvegliato dopo la lettura di un misterioso libro recante in copertina il simbolo dell'organizzazione criminale. Lei giura vendetta, e assolda Darun Mister come guardia del corpo.

### Q
Q è un personaggio misterioso, apparentemente un cyborg. È molto alto, massiccio, con una maschera di metallo ed un trench, apparso per la prima volta in Street Fighter III 3rd Strike - Fight for the Future.

### Rashid
Rashid (ラシード?, Rashīdo) è un personaggio apparso per la prima volta in Street Fighter V. È un combattente mediorientale rilassato con un'affinità per le ultime tecnologie.

### Remy
Lottatore francese esperto di boxe francese Savate, con capelli lunghi e vestito in pelle, ha stampato sulla sua giacca un omega.
Dopo la scomparsa di suo padre e la morte della sorella trova sfogo nel combattimento. Ha una tecnica simile a quella di Guile e Charlie ed è apparso per la prima volta in Street Fighter III 3rd Strike - Fight for the Future.

### Retsu
Un monaco giapponese, maestro di Shorinji Kempo; partecipa al primo torneo Street Fighter.
Nelle opere derivate dal videogioco (soprattutto fumetti) ha una parte come amico del maestro Gouken e insegnante di Dan Hibiki. Il personaggio Makoto di Street Fighter III sembra avere la stessa tecnica di combattimento. Retsu Riappare in Street Fighter 6 nel Tour Mondiale ma non come personaggio giocabile.

### Rolento
Personaggio statunitense di Final Fight, dove era il boss del quarto livello. È un ex berretto rosso che è entrato nei loschi traffici della malavita e del clan Mad Gear. Il suo intento è di creare un'utopistica nazione militare sotto il suo controllo. Combatte usando un bastone da arti marziali simile al bō, coltelli e granate. Riappare poi in Street Fighter Alpha 2 e 3, nel crossover Street Fighter X Tekken e infine nel gioco regolare Ultra Street Fighter IV.

### Rose
Rose rappresenta la parte buona dei poteri di Bison, scartati da quest'ultimo per raggiungere un elevato potere distruttivo; il suo Soul Power si contrappone al Psycho Power di Bison, che cercherà di distruggere.
All'apparenza sembra una zingara appassionata di tarocchi; è ispirata a Lisa Lisa di Le bizzarre avventure di JoJo e, come quest'ultima, usa una serie di colpi adoperando il suo scialle.
È italiana, e possiede poteri da esper. Appare la prima volta in Street Fighter Alpha: Warriors' Dreams.

### Rufus
Rufus è un biondo esperto di Kung Fu che vuole confermarsi come il miglior lottatore statunitense; per questo è un acerrimo rivale di Ken. Appare la prima volta in Street Fighter IV.

### Ryu
Il personaggio principale della serie; dedica la sua vita alle arti marziali. La sua mossa più caratteristica è l'Hadoken, un colpo energetico a distanza.

### Sagat
Sagat è un forte combattente thailandese di Muay Thai. È molto alto, ed è in grado di lanciare colpi energetici a distanza a due diverse altezze. Nel fumetto Alpha 3, nonostante faccia parte della Shadaloo e di conseguenza sia compagno di Vega, è da sempre in competizione con quest'ultimo, mentre è un grande amico e braccio destro di Bison.

### Sakura
Ragazza giapponese appassionata di combattimento. Dopo aver visto Ryu in azione nel primo torneo Street Fighter decide di seguirlo per copiarne le gesta, utilizzando gli stessi stili di combattimento. Appare la prima volta in Street Fighter Alpha 2.

### Sawada
Personaggio giapponese inventato dal regista del film Street Fighter - Sfida finale, dove la storyline ha delle differenze rispetto a quella definita nei videogame Capcom. Sawada è un esperto di combattimento delle forze speciali ed è ispirato all'attore giapponese Kenya Sawada. Originariamente, Sawada fu scelto dalla stessa Capcom per interpretare Ryu nel film, tuttavia, poiché non aveva molta conoscenza dell'inglese, Sawada venne sostituito dall'attore Byron Mann.
Sawada appare negli adattamenti arcade e per console del film, dove è stato usato come sostituto di Fei Long, che sarebbe risultato un omaggio fin troppo chiaro a Bruce Lee.
Nonostante non sia apparso in Street Fighter V, Sawada è stato profilato nella parte dello Shadaloo Combat Research Institute del loro sito web Capcom Fighters Network.
Sawada è apparso anche nella serie anime americana e nella serie a fumetti brasiliana.

### Sean Matsuda
Un ragazzino brasiliano fratello minore di Laura, il nonno paterno Kinjiro Matsuda è giapponese; appassionato sia di arti marziali che di pallacanestro, decide di dedicarsi interamente alla prima disciplina dopo aver visto in azione Ken, che ne farà un suo allievo alla pari del figlio Mel. 
Terzogenito di Yuichiro Matsuda e Brenda Da Silva, ha un fratello maggiore di nome Fabio, mentre suo zio Pedro e i suoi cugini Enzo e Manuela sono maestri di capoeira.
Utilizza un'interpretazione della tecnica Ansatsuken e veste un keikogi giallo. Appare per la prima volta in Street Fighter III.

### Seth
Seth è il boss finale di Street Fighter IV. Soprannominato il marionettista, è il comandante dell'esercito di Shadaloo, ed ha un corpo estremamente modificato. Il nome deriva dall'omonima divinità egizia. Ha disegnato al centro del corpo un tao.

### Shadowgeist
Shadowgeist (シャドウガイスト?, Shadougaisuto) è un personaggio presente nei videogiochi Street Fighter EX2 Plus e Street Fighter EX3. Di etnia giapponese, appare come un lottatore mascherato, il cui corpo è ricoperto in toto dal costume. Shadowgeist sembra essere la controparte/rivale di Skullomania: i due hanno diverse cose in comune riguardo alle tecniche. In particolare una delle loro Super è identica: entrambi generano una barriera attorno a sé stessi.

### Sharon
Sharon fu affidata ad un monastero quando era ancora in fasce. Una volta cresciuta, iniziò una doppia vita: dapprima come semplice suora accogliendo orfani nel monastero in cui era cresciuta, poi come agente per un'organizzazione di intelligence segreta. Non avendo mai conosciuto i suoi veri genitori, Sharon trascorse la sua vita chiedendosi chi realmente fossero e cosa gli fosse successo.
Un giorno i suoi superiori le ordinarono di assassinare un certo individuo di un paese vicino. Mentre indaga, scopre che il suo obiettivo portava una rosa tatuata come lei, così decide di ignorare gli ordini infiltrandosi nel sindacato per accertarsi dell'identità di questa persona e per capire se fosse legata a lei. Si ritrova così a combattere contro l'obiettivo da uccidere, scoprendo di possedere le stesse abilità combattive nonché lo stesso stile; nonostante ciò, costui riuscì a sopraffarla. In seguito alla sua insubordinazione, Sharon viene messa agli arresti domiciliari per qualche mese. Scontata la pena, Sharon decide di mettersi nuovamente alla ricerca della persona con la rosa tatuata, sperando che possa svelargli qualcosa sul suo passato.

### Skullomania
Skullomania (スカロマニア?, Sukaromania) (talvolta abbreviato semplicemente in "Skullo") è un personaggio che compare nella serie Street Fighter EX.
Classico impiegato giapponese di una grande società, Saburo Nishikoyama conduceva una vita alquanto anonima. La sua carriera di venditore non brillava e i suoi superiori non erano soddisfatti. Un giorno, per una festa, indossò un costume da scheletro e qualcosa si accese in lui: decise che sarebbe diventato un supereroe, e da quel giorno combatte il male indossando quel costume.
Skullomania è rivale di Shadowgeist: anche lui mascherato, possiede diverse mosse simili alle sue, e con nomi simili. Sembra però che mentre Skullomania cerchi di immedesimarsi in un supereroe, Shadowgeist cerchi di immedesimarsi in un demone.

### Sodom
Personaggio statunitense di Final Fight, dove era il boss del secondo livello. È un nippofilo, ossessionato dalla cultura giapponese, e tenta di riformare il clan Mad Gear annoverando tra le proprie file diversi lottatori. È abile nella scherma con i jitte. Riappare poi nella serie Street Fighter Alpha.

### Thunder Hawk
Thunder Hawk è un nativo americano di origine messicana della tribù Thunderfoot apparso per la prima volta in Super Street Fighter II.
È nato il 21 luglio 1959. Il padre Arroyo Hawk venne ucciso da Bison; è palese che lo scopo di T. Hawk sia quello di vendicarsi.
Aveva intrecciato un'amicizia con Juli, come rivelato nella serie Alpha, ma in realtà la ragazza era andata nella sua riserva solo per spiarlo per conto di Bison, a cui era già assoggettata.

### Twelve
Twelve, successore di Eleven, è il risultato di un esperimento genetico attuato dalla setta degli Illuminati sotto il controllo di Gill. È un super-soldato mutaforma, il suo corpo può prende la forma degli altri lottatori.
Il suo scopo è quello di sconfiggere Necro e la sua amica Effie, due super-soldati sfuggiti al controllo degli Illuminati.
Appare la prima volta in Street Fighter III 3rd Strike - Fight for the Future.

### Urien
Urien è il fratello minore di Gill, capo e messia degli Illuminati. Come lui, appare esteticamente come un atleta dell'antica Grecia. È esperto di pancrazio, ed è in grado di controllare anche i fulmini e di far diventare il proprio corpo di metallo. Appare la prima volta in Street Fighter III: 2nd Impact.
Rapisce uno degli allievi di Chun-Li per farne un super-soldato per il proprio esercito.

### Vega
Nato in una nobile famiglia catalana, Vega si dedica come torero e successivamente applica l'agilità e le movenze acquisite dalla corrida alla tecnica ninjitsu appresa in Giappone. Una crescente furia interiore e vanità per la sua estetica (lotta con una maschera per non rischiare di ferirsi al volto) lo hanno portato a delinearsi come anti-eroe e membro dell'organizzazione Shadaloo. Vega sfodera diverse mosse che mettono in luce la sua velocità e agilità. Apparso anche nella serie SNK vs. Capcom, una delle sue animazioni vedeva il serpente tatuato sul suo corpo prendere vita e sibilare contro l'avversario.

### Vulcano Rosso

Vulcano Rosso Vs. Hayate

Vulcano Rosso (ヴルカーノ・ロッソ?, Vurukāno Rosso) è un personaggio che compare per la prima volta in Street Fighter EX 2. Misterioso combattente vestito in modo molto bizzarro e altamente chic, combatte per vendicare la morte della sua amata ragazza, uccisa, per motivi a lui ignoti, da un misterioso assassino di cui è desideroso di scoprirne l'identità. Insieme a Rose è l'unico personaggio di nazionalità italiana di tutta la serie, e molte delle sue mosse sono ispirati a cose e luoghi tipici dell'Italia, come ad esempio la tecnica del Pisa No Shotou (letteralmente "Torre di Pisa"), un geyser fiammeggiante che fuoriesce dal terreno.

### Yun e Yang
Yun e Yang Lee sono due giovani fratelli di Hong Kong, esperti di Kung Fu. Sono i nipoti di Lee e gli allievi di Gen (i due lottatori cinesi presenti in Street Fighter).
Nel primo gioco della serie Street Fighter III appare solamente Yun come scelta; da Street Fighter III: 2nd Impact Yun e Yang appaiono come due personaggi distinti e con stili di Kung Fu differenti.

### Zangief
Il più forte lottatore sovietico di sempre, Zangief venne contattato dal proprio capo di Stato per rappresentare l'Unione Sovietica nel torneo in Street Fighter II. Simbolo del patriottismo, Zangief si è allenato duramente in Siberia contro gli orsi che lo hanno segnato con diverse cicatrici.
È ancora presente dopo il secondo torneo in Street Fighter IV, dove partecipa come russo e non come sovietico per via dello scioglimento dell'U.S.S.R.

### Zeku
Zeku è un esperto ninja giapponese, maestro dello stile Bushin Ryu. Dopo aver conosciuto Guy, vide in lui uno spiccato talento per le arti marziali e lo prese come discepolo per insegnargli il ninjutsu e designarlo come suo successore. Dopo aver fatto perdere le sue tracce per decenni, riapparirà nel videogioco Street Fighter V come personaggio giocabile.
Appare la prima volta in Street Fighter Alpha 2 come personaggio non giocabile.